# Régions traditionnelles de Grèce
Pour les régions administratives actuelles de Grèce, voir Périphéries de la Grèce.

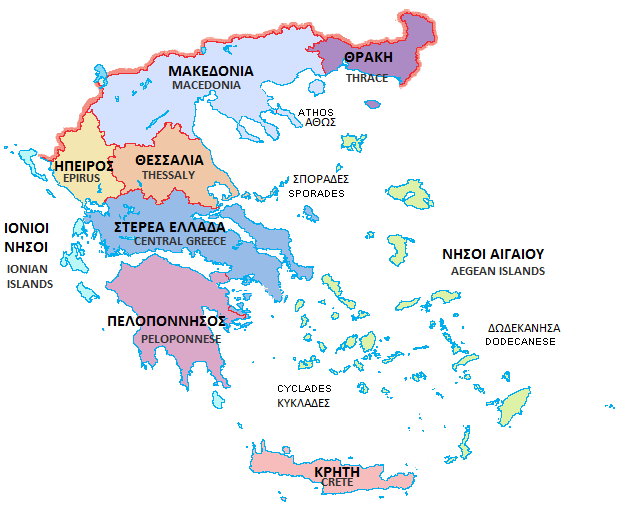
Carte des régions traditionnelles de Grèce.

Les régions géographiques traditionnelles de la Grèce (grec moderne : γεωγραφικά διαμερίσματα, lit. départements géographiques) étaient également les seules subdivisions officielles de niveau régional de la Grèce jusqu'à la réforme administrative de 1987. Malgré leur remplacement en tant qu'unités administratives de premier niveau par des périphéries (grec moderne : περιφέρειες) créées à cette occasion, les neuf régions traditionnelles (six sur le continent et trois groupes d'îles) sont encore largement mentionnées dans le discours quotidien officiel comme non officiel.
Depuis la réforme Kallikratis entrée en vigueur le 1er janvier 2011, la Grèce est divisée administrativement en 13 périphéries (9 sur le continent et 4 groupes d'îles) et 325 dèmes. Afin d'assurer la continuité avec les anciens nomes supprimés par cette réforme, les périphéries sont également subdivisées en 71 districts régionaux qui ne forment cependant pas un niveau administratif à part entière.
- Thrace occidentale
- Macédoine[3]
- Thessalie
- Épire
- Grèce Centrale
- Péloponnèse
- Îles Égéennes
- Îles Ioniennes
- Crète